# 亨寧森冰川
亨寧森冰川（英語：Henningsen Glacier），是南極洲的冰川，位於南喬治亞島，長6公里，終點在達恩利角和羅基灣之間，由英國南極名稱諮詢委員會命名，現時由英國海外領土管轄。